# Cosmus Heer
Cosmus Heer (* 30. Januar 1727 in Glarus; † 4. Juli 1791 ebenda) war von 1771 bis 1774 Landammann des Kantons Glarus.

## Herkunft und Familie
Cosmus Heer entstammt der einflussreichen Schweizer Familie Heer. Er ist der Großvater des gleichnamigen Cosmus Heer (1790–1837). Ab 1757 war er mit Anna Katharina Schindler von Mollis (1738–1761) und ab 1768 mit Anna Katharina Blumer von Glarus (1743–1786) verheiratet. Aus seiner zweiten Ehe gingen drei Söhne hervor: Joachim (1765–1799), Othmar (1768–1795) und Niklaus (1775–1822).

## Beruf und Wirken
Cosmus Heer erhielt 1746 den Doktor beider Rechte. 1769 wurde er zum Präsidenten der Helvetischen Gesellschaft ernannt, dessen Mitglied er ab 1762 war. Er setzte sich unter anderem für die Landesbibliothek und bessere Landstraßen ein. Ab 1765 beschäftigte er Anna Göldi als Haushälterin, die 1782 als letzte Europäerin wegen angeblicher Hexerei hingerichtet wurde. Cosmus Heer glaubte nicht an Hexerei.